# Camponotus ullrichi
Camponotus ullrichi é uma espécie de inseto do gênero Camponotus, pertencente à família Formicidae.